# Trevor Fancutt
Pour les articles homonymes, voir Fancutt.
Trevor Fancutt, né le 14 juillet 1934 à Kokstad (province du Cap, Union d'Afrique du Sud) et mort le 18 décembre 2022 en Australie, est un joueur de tennis sud-africain.

## Biographie
Vainqueur des Championnats d'Australie en double mixte en 1960, Trevor Fancutt est aussi demi-finaliste à Roland-Garros et Wimbledon en 1956. En simple, il est quart de finaliste des Championnats d'Australie 1958 et a obtenu quelques victoires dans des tournois internationaux à Birmingham en 1956, Kitzbühel en 1957 ou encore Auckland en 1958. En quatre participations au tournoi de Wimbledon, il n'est jamais parvenu à dépasser le second tour, échouant par trois fois devant le futur vainqueur.
Il a joué en Coupe Davis à deux occasions en 1957 aux côtés d'Abe Segal et Gordon Forbes contre l'Espagne et le Danemark.
Marié en 1957 à la joueuse de tennis australienne Daphne Seeney, il est le père de Charlie, Michael et Chris Fancutt, ainsi que le grand-père de Thomas Fancutt (en), tous joueurs professionnels.
Installé en Australie, il a créé en 1961 avec son épouse une école de tennis à Brisbane dans le quartier de Lutwyche (en).

## Palmarès

### Titre en double mixte
|   | Date | Nom et lieu du tournoi              | Cat.      | Surf.        | Partenaire | Finalistes                   | Score    |
| 1 | 1960 | Australian Championships, Melbourne | G. Chelem | Herbe (ext.) | Jan Lehane | Mary Carter Reitano Bob Mark | 6-2, 7-5 |

## Parcours dans les tournois du Grand Chelem

### En simple
| Année | Open d'Australie | Open d'Australie | Internationaux de France | Internationaux de France | Wimbledon      | Wimbledon    | US Open | US Open |
| ----- | ---------------- | ---------------- | ------------------------ | ------------------------ | -------------- | ------------ | ------- | ------- |
| 1952  | —                | —                | —                        | —                        | 2e tour (1/32) | John Horn    | —       | —       |
| 1955  | —                | —                | —                        | —                        | 2e tour (1/32) | Tony Trabert | —       | —       |
| 1956  | —                | —                | 3e tour (1/16)           | Herbie Flam              | 2e tour (1/32) | Lew Hoad     | —       | —       |
| 1957  | —                | —                | 2e tour (1/32)           | F. Contreras             | 2e tour (1/32) | Lew Hoad     | —       | —       |
| 1958  | 1/4 de finale    | Mal Anderson     | —                        | —                        | —              | —            | —       | —       |
| 1959  | 2e tour (1/32)   | Brian Bowman     | 2e tour (1/32)           | Juan Couder              | —              | —            | —       | —       |
| 1960  | 2e tour (1/32)   | John Pearce      | —                        | —                        | —              | —            | —       | —       |
| 1969  | 1er tour (1/64)  | Ray Moore        | —                        | —                        | —              | —            | —       | —       |
| 1975  | 1er tour (1/64)  | John Newcombe    | —                        | —                        | —              | —            | —       | —       |

N.B. : à droite du résultat se trouve le nom de l'ultime adversaire.

### En double mixte
| Année | Open d'Australie    | Open d'Australie     | Internationaux de France | Internationaux de France | Wimbledon                | Wimbledon             | US Open | US Open |
| ----- | ------------------- | -------------------- | ------------------------ | ------------------------ | ------------------------ | --------------------- | ------- | ------- |
| 1952  | —                   | —                    | —                        | —                        | 1/8 de finale D. Spiers  | M. Connolly M. Rose   | —       | —       |
| 1955  | —                   | —                    | —                        | —                        | 3e tour (1/8) S. Griffin | A. Buxton S. Davidson | —       | —       |
| 1956  | —                   | —                    | 1/2 finale D. Seeney     | T. Coyne Luis Ayala      | 1/2 finale D. Seeney     | A. Gibson G. Mulloy   | —       | —       |
| 1957  | —                   | —                    | 2e tour (1/16) D. Seeney | Arlette Halff J. Brugnon | 2e tour (1/16) D. Seeney | Pat Hird G. Oakley    | —       | —       |
| 1960  | Victoire Jan Lehane | Mary Carter Bob Mark | —                        | —                        | —                        | —                     | —       | —       |

N.B. : le nom du ou de la partenaire se trouve sous le résultat ; le nom des ultimes adversaires se trouve à droite.